# Dasyrhamphis carbonarius
Dasyrhamphis carbonarius är en tvåvingeart som först beskrevs av Johann Wilhelm Meigen 1820.  Dasyrhamphis carbonarius ingår i släktet Dasyrhamphis och familjen bromsar. Inga underarter finns listade i Catalogue of Life.